# Рухомий та кристалічний інтелект
У психології, інтелект поділяється на 2 підтипи:рухомий і кристалічний (відповідно скорочено Gf і Gc), згідно теорії Кеттела.
 Подальші дослідження цих видів інтелекту проводив студент Кеттела, Джон Л. Горн.
Рухомий інтелект — це здатність до мислення та вирішення нових проблем, незалежно від попереднього досвіду. Включає вміння аналізувати нові проблеми, виявити закономірності і взаємозв'язки, які лежать в основі цих проблем і екстраполювати їх за допомогою логіки.Він включає в себе абстрактне мислення, індукцію та дедукцію.Його функція вимагає високого об'єма робочої пам'яті. Це необхідно для всіх логічних рішень проблем, наприклад, в науковій, математичній чи технічній сфері.
Кристалічний інтелект — це здатність використовувати навички, знання і досвід. Він покладається на доступ до інформації з довготривалої пам'яті. Цей інтелект працює за рахунок досягнень, такі як словниковий запас і загальні знання.
Кристалічний інтелект не є рухомим інтелектом, який кристалізувався. Це скоріш, як вважають, окремі нервові і психічні процеси. Кристалічний інтелект показує глибину і широту загальних знань, словниковий запас, а також здатності міркувати, використовуючи слова і цифри. Він є продуктом освітнього і культурного досвіду у взаємодії з рухомим інтелектом. Тоді як рухомий інтелект — це творчий потенціал людини.
Рухомий і кристалічний інтелект, таким чином, доповнюють один одного, і більшість тестів IQ вимірює обидва типи. Наприклад, тест Векслера вимірює рухомий інтелект за шкалою продуктивності і кристалічний інтелекту за вербальною шкалою. Загальний бал IQ заснований на комбінації цих двох шкал.

## Історія
Відмінність між цими двома інтелектами була помічена ще Спірменом, який розробив свою теорію і зробив аналогічні висновки щодо різниці між цими двома інтелектами. Пізніше поняття рухомого і кристалічного інтелекту були введені Кеттелом. В подальшому їх досліджував студент Кеттела Джон Л. Горн. Публікації Каттела і Горна, про поняття рухомого та кристалічного інтелекту стали відомими, як публікації Фрейда про підсвідомість, і вкоренилися в психології .

## Теоретичні розробки

### Порівняння рухомого з кристалічним інтелектом.
Рухомий і кристалічний інтелект є дискретними поняттями загального інтелекту.
Рухомий інтелект включає в себе такі функції, як розпізнавання образів, абстрактне мислення і рішення проблем за допомогою логіки.
Цей вид інтелекту домінує у хворих на аутизм.
Кристалічний інтелект використовує отримані знання і навички. При навчанні, багаж знань розширюється. Люди з високою потужністю рухомого інтелекту, як правило, отримують більше знань і з швидшими темпами. Процес отримання фактичних знань іноді називають «когнітивною інвестицією.» Вивчення кристалічного інтелекту пов'язане з вивченням старіння. Бєльський стверджує, що з віком його потенціал знижується. Знання, яке не використовується як правило забувається. Бєльський вважає, що є певний вік максимальної активності кристалічного інтелекту; після чого забування перевищує швидкість запам'ятовування.

Деякі дослідники пов'язують теорію рухомого і кристалічваного інтелекту. Наприклад концепція Піаже про оперативну пам'ять і навчання. Творча здатність, пам'ять і логічне мислення Піаже охарактеризував як засіб здобування освіти. Кристалічний інтелект Піаже охарактеризовує навчання, що відображує відбиток досвіду. Рухомий інтелект забезпечує навчання за допомогою створенням нових понять.

### Структурний фактор
Рухомий інтелект, як правило, корелює з показниками абстрактного мислення і рішення головоломок. Кристалічний інтелект корелює із здібностями, які залежать від знань і досвіду, таких як словниковий запас, загальна інформація та аналогії. Пол Клайн виявив ряд факторів, які спільно корелюють між собою. Фактори, як медіана навантажень з показником більш ніж 0,6 у рухомому інтелекті включали індукцію, дедукцію, візуалізацію, кількісне мислення і швидкість генерації ідей. Фактори, як медіана навантажень більше 0,6 у кристалізованому інтелекті включали словниковий запас, розвиток мови, розуміння прочитаного і опрацювання уже існуючої інформації. Можна припустити, що тести інтелекту не змозі відобразити рівень рухомого інтелекту. Деякі автори вважають, що якщо особа не була по-справжньому зацікавлена в проблемі, то когнітивна робота не може бути виконана через відсутність інтересу. Ці автори стверджують, що низький бал на тестах, які призначені для вимірювання інтелекту більше залежить від відсутності інтересу до завдань, ніж від когнітивних можливостей.

## Вимірювання рухомого інтелекту
Існують різні методи, які дають можливість оцінити рухомий інтелект. Тест Кеттелла на IQ, є одним з найбільш часто використовуваних показників творчих здібностей. Це невербальний тест множинного вибору. Учасники повинні завершити серію малюнків шляхом визначення відповідних характеристик на основі просторової організації масиву об'єктів, і вибрати один об'єкт, який відповідає одному або декільком з виявлених ознак. Це завдання оцінює можливість розглянути один або кілька зв'язків між уявленнями та мисленням. Завдання на аналогію та смислові завдання також використовуються для оцінки мислення.
Стандартизовані тести IQ, які використовуються в психолого-педагогічній практиці включають в себе тести на рухомий інтелект. У деяких тестах він оцінюється по результатам двох тестів: наявні знання в стандартній системі та аналізу синтезу в розширеній. При завданнях на формування понять, людина повинна застосовувати поняття, що лежать в основі виводячи «правила» для вирішення візуальних головоломок, які представлені напідвищених рівнях складності. Особи дошкільного віку повинні вказувати на форму, яка відрізняється від інших в наборі. Оскільки рівень складності збільшується, люди все частіше демонструють розуміння того, що являє собою ключова відмінність рішення головоломок, пов'язаних із порівнянням елементів, що ідентифікують загальні відмінності між набором цих елементів. Для більш складних речей, люди повинні зрозуміти концепцію «і» (наприклад, рішення повинно мати деякі з цього і деякі з цього), і поняття «або» (наприклад, елемент повинен бути або там або там). Найбільш складні елементи вимагають творчих перетворень і пізнавальних здібностей між різними типами концептуальних головоломок, з якими випробовуваний працював раніше.
Концепція формування завдань оцінки індуктивної здатності логічно мислити. У тесті аналізу-синтезу, людина повинна навчитися і усно викладати рішення неповних логічних головоломок, які імітують мініатюрну систему математики. Тест також містить деякі з особливостей, пов'язаних з використанням символічних формулювань в інших областях, таких як галузь хімії і логіки. Людина представлена з набором логічних правил, «ключ», яких використовується для вирішення головоломок. Людина повинна визначити відсутні кольори в кожній з головоломок за допомогою клавіші. Складні елементи присутні в головоломці, які вимагають двох або більше послідовних розумових маніпуляцій ключем для отримання остаточного рішення. Всі важчі елементи включають поєднання головоломок, які вимагають творчого підходу, дедукції, логіки та умовиводів. Аналіз та синтез завдання оцінки загального послідовного мислення.
У Векслера шкала інтелекту для дітей-IV (WISC IV), містить два підтести, оцінюють: матрицю міркування, яке включає в себе індукцію і дедукцію, та зображення, яка включає в себе індукцію У задачі Picture Концепції, діти представили серію знімків на двох або трьох рядків і запитав, які фотографії (по одному з кожного рядка) пов'язані один з одним на основі деяких загальних характеристик. Це завдання оцінює здатність дитини виявити основну характеристику (наприклад правила, концепції, тенденції, членство класу), який управляє набір матеріалів. Матриця міркування також перевіряє цю здатність, а також можливість запуску з зазначеними правилами, приміщень, або умов і брати участь в одній або декількох кроків, щоб домогтися рішення нового завдання (deducation). У тесті мотивувальній Matrix, діти представили серію або послідовність знімків з однієї фотографії. Їх завдання полягає в тому, щоб вибрати зображення, яке відповідає серії або послідовність з масиву з п'яти варіантів. Так як матриця Міркування і картина Концепції припускають використання візуальних стимулів і не вимагають мови, вони вважаються невербальними тестами Gf.
У корпоративному середовищі, рухомий інтелект є предиктором здатності людини добре працювати в умовах, що характеризуються складністю, невизначеністю і неоднозначністю. Пізнавальний процес Profile (CPP) вимірює інтелект рідини людини і когнітивні процеси. Він відображає їх на відповідних умовах роботи відповідно до Елліот Жак теорії Стратифіковані систем.

## Розвиток і фізіологія
Рухомий інтелект, як час реакції, як правило, досягає піку в молодому віці, а потім поступово знижується. Це зниження може бути пов'язане з локальною атрофією мозку в правій півкулі. Інші дослідники вважають, що відсутність практики, поряд з віковими змінами в мозку, можуть внести свій вклад в зниження. Кристалічний інтелект, як правило, поступово збільшується, залишається відносно стабільним здебільшого в дорослому житті, а потім починає знижуватися після 65 років Точний пік віку когнітивних навичок залишається невідомим, це залежить від вимірювання навичок, а також на особливостях методики обстеження. Дані порівняльного аналізу вказують на більш ранній початок зниження когнітивних в порівнянні з поздовжніми даними. Перший може бути пояснений когнітивними ефектами, в той час як останній може бути зміщений через попередній досвід тестування.
Об'єм робочої пам'яті тісно пов'язаний з рухомим інтелектом, і було запропоновано враховувати індивідуальні відмінності в ньому.

## Поліпшення рухомого інтелекту з розвитком оперативної пам'яті
Відповідно до дослідження Девіда Гирі, Gf і Gc ці інтелекти можна пов'язати з двома окремими системами головного мозку. Рухомий інтелект включає в себе дорзолатеральну префронтальну кору головного мозку, передню поясну звивину кори головного мозку, а також інші системи, пов'язані з увагою і короткочасною пам'яттю. Кристалічний інтелект, ймовірно, пов'язаний із функцією областей мозку, які включають зберігання і використання довготривалої пам'яті, таких як гіпокамп.
Деякі дослідники сумніваються в довготривалості результатів тренування, особливо, коли ці методи використовуються на здорових дітях і дорослих без когнітивних порушень. Нещодавній мета-аналітичний огляд, проведений вченими з Університету Осло прийшли до висновку, що «тренування пам'яті програмами приводить до короткострокових, специфічних ефектів навчання, що не переносяться на інші види тестів»
У спірному дослідженні, Сюзанн М. Jaeggi і її колеги з Університету Мічигану виявили, що здорові молоді люди, які практикували тренування робочої пам'яті приблизно 25 хвилин на день впродовж 8 — 19 днів отримали статистично значуще збільшення балів на матричному тесті рухомого інтелекту до і після тренування, ніж контрольна група, що не робили ніякої підготовки взагалі.

Друге дослідження, проведене в університеті технології в Ханчжоу, Китай, підтримує результати JAEGGI незалежно . Після того, як студенти пройшли 10-денний режим тренувань, заснований на теорії робочої пам'яті (Задача n-назад), і були протестовані на стандартному тесті прогресивних матриць Равена. були показано значне зростання їх балів.

Подальші дослідження даного мтеоду, а саме Chooi & Thompson [34] і Redick і ін., [35] не підтверджують результати дослідження JAEGGI. Хоча продуктивність учасників на навчальній задачі покращився, ці дослідження не показали істотного поліпшення розумових здібностей випробовуваних, особливо рухомий інтелект і працездатність пам'яті.